# Mieczysław Prószyński (wydawca)
Mieczysław Prószyński, ps. Bimon (ur. 7 stycznia 1953 w Warszawie) – polski wydawca, astrofizyk, alpinista, skoczek spadochronowy.

## Życiorys

### Czasy PRL
Skończył Wydział Fizyki na Uniwersytecie Warszawskim. Specjalizował się w astrofizyce relatywistycznej i ogólnej teorii względności. W 1976 r. obronił pracę magisterską „O procesach klasycznych i kwantowych w geometrii Reissnera-Nordstrøma”, a w 1980 r. doktorską „O geometrii promieniowania pulsarów radiowych”. Jest uczniem Marka Demiańskiego. Zajmował się także chronometrażem pulsarów (m.in. szukał planet wokół nich oraz badał nierównomierności ich wirowania), a także budową gwiazd neutronowych. W latach 80. XX wieku należał do grupy astrofizycznej Centrum Astronomicznego im. Mikołaja Kopernika. Współpracował wtedy i publikował prace m.in. z astrofizykami: Bohdanem Paczyńskim, Aleksandrem Wolszczanem, Romanem Juszkiewiczem, Stanisławem Bajtlikiem, Pawłem Haenslem i Markiem Demiańskim.
W latach 80. związany z polską opozycją demokratyczną, współpracował z „Tygodnikiem Mazowsze”, zajmując się m.in. informatyzacją redakcji – dzięki niemu to podziemne wydawnictwo jako pierwsze w Polsce było składane za pomocą programu komputerowego. Program ten zawierał moduł dzielący wyrazy na sylaby, by umożliwić ich przenoszenie między wierszami – był to prawdopodobnie pierwszy taki poprawnie działający moduł w dziejach oprogramowania w języku polskim. Pierwszym numerem „Tygodnika Mazowsze” złożonym w całości na komputerze był numer z 29 lipca 1987 roku. Matryce do druku offsetowego tego numeru i wszystkich kolejnych, aż do ostatniego, który ukazał się 12 kwietnia 1989 roku, drukowane były na drukarce laserowej, na przezroczystej plastikowej folii.

### Czasy III RP
W 1989 roku wraz z Grzegorzem Lindenbergiem i Tadeuszem Winkowskim założył firmę Kant sp. z o.o., którą w 1990 r. przemianowali na Kant Imm i zajmowała się wówczas różnoraką działalnością, m.in. prowadziła biuro maklerskie, ale także wydawała „Nową Fantastykę” oraz reprinty serii komiksów „Tytus, Romek i A’Tomek”. W 1990 roku razem z Grzegorzem Lindenbergiem, Tadeuszem Winkowskim, Jackiem Herman-Iżyckim oraz Zbigniewem Sykulskim założył wydawnictwo Prószyński i S-ka, które najpierw miało status spółki cywilnej, później spółki jawnej, a od 1995 r. spółki akcyjnej, i które przejęło działalność wydawniczą od pierwszej ich spółki, by ta mogła skoncentrować się wyłącznie na działalności maklerskiej. (Kant Imm był pierwszym prywatnym biurem maklerskim na warszawskiej giełdzie papierów wartościowych). Spółka Prószyński i S-ka oprócz „Nowej Fantastyki”, „Poradnika Domowego”, „Wiedzy i Życia”, „Świata Nauki” oraz „Zwierzaków” wydawała także miesięczniki „Cztery Kąty”, „Kuchnię”, „Kwietnik”, „Ogrody”, „Lubię gotować”, „Biblioteczkę Poradnika Domowego” i kilka innych czasopism. Prószyński był redaktorem naczelnym „Poradnika Domowego” od jego powstania we wrześniu 1990 r. do 1998 r. oraz miesięcznika dla dzieci „Zwierzaki”, który ukazywał się w latach 1992–1999. W 1992 r. Prószyński zaczął wydawać książki i uruchomił Księgarnię Krajową, zajmującą się ich sprzedażą wysyłkową. Nawiązał w ten sposób do księgarni wysyłkowej swojego dziadka Konrada Prószyńskiego, założonej przez niego w 1878 r. i działającej do września 1939 r. Jesienią 1993 r. Księgarnia Krajowa zmieniła się w Klub Książki Księgarni Krajowej (1993–2011). W roku 2002 większość tytułów prasowych została kupiona przez Agorę, a Prószyński skoncentrował się na wydawaniu książek i na tworzeniu serwisów internetowych: wyszukiwarki Szukacz (2001-2011) i mapy Polski (2000-), która była pierwszym (i do 2005 r. jedynym) polskim internetowym serwisem mapowym.
W 1994 r. został laureatem nagrody Kisiela – w tym samym czasie otrzymali ją Leszek Balcerowicz i Jacek Fedorowicz. Tygodnik „The Economist” opisał go w 1996 roku w rubryce „Face Value”. 31 sierpnia 2011 r. został odznaczony przez Prezydenta RP Bronisława Komorowskiego Krzyżem Oficerskim Orderu Odrodzenia Polski za wybitne osiągnięcia w działalności na rzecz przemian demokratycznych i wolności słowa w Polsce.

## Rodzina i działalność historyczna
Wnuk Konrada Prószyńskiego, działacza oświatowego, pisarza, redaktora naczelnego i wydawcy „Gazety Świątecznej”, syn Marka Prószynskiego i Wandy Stańskiej.
Prowadzi stronę historyczną poświęconą dziejom Konrada Prószynskiego oraz Kazimierza Prószyńskiego.

## Publikacje naukowe
- Proszynski, M, Dynamics of a Thin Shell in Reissner-Nordstrøm Geometry, Acta Physica Polonica B9: 613-616 1978.
- Demianski, M, Proszynski, M, Does PSR0239+54 Have Companions?, Nature, 282: 373-375 1979.
- Haensel, P, Proszynski, M, Pion Condensation in Cold Dense Matter and Neutron Stars, The Astrophysical Journal, 258: 306-320 1982.
- Demianski, M, Proszynski, M, Timing of the Crab Pulsar - Consequences of the Large Glitch of 1975, Monthly Notices of the Royal Astronomical Society, 202 (2): 437-451 1983.
- Proszynski, M., Thin Charged Shells and the Violation of the 3rd Law of Black-Hole Mechanics, General Relativity and Gravitation, 15 (5): 403-415 1983.
- Bajtlik, S, Juszkiewicz, R, Proszynski, M, Amsterdamski, P, 2.7-K Radiation and the Isotropy of the Universe, The Astrophysical Journal, 300 (2): 463-473 Part 1 JAN 15 1986.
- Proszynski, M, Wolszczan, A, A Cross-Correlation Analysis of Subpulse Drift in PSR 0809+74, PSR 1237+25 and PSR 1919+21, The Astrophysical Journal, 307 (2): 540-544 Part 1 AUG 15 1986.
- Paczynski, B, Proszynski, M, Models of Radiation-Driven Winds from General Relativistic Neutron-Stars, The Astrophysical Journal, 302 (2): 519-529 Part 1 MAR 15 1986.